# スケキヨ (アルバム)
『スケキヨ』は筋肉少女帯のボーカル、大槻ケンヂのソロプロジェクト、UNDERGROUND SEARCHLIEのアルバムである。

## 解説
「絶対に売れないものを作る」ことを目的として作られたアルバムである。楽曲は様々なミュージシャンによってプロデュースされている。なお、これより約1ヶ月遅れて『アオヌマシズマ』を出しており、2つを聴くことにより一つをなす、としている（ブックレットより）。
本作と次作『アオヌマシズマ』のタイトルは『犬神家の一族』の登場人物に由来するため、作者の横溝正史の息子である横溝亮一に使用許可を取った。あくまでも人物名をアルバムタイトルに使用したいという趣旨だったが、亮一は『犬神家の一族』の内容を音楽化したと勘違いしたらしく、「犬神家の一族の音楽化に際して」と題した真面目なコメントを寄せた。本作と次作の歌詞カードには、そのコメントが大槻の謝罪文とともに掲載されている。

## 収録曲
1. 不必要にヒラヒラのついた服
  - （作詞：大槻ケンヂ、作曲：O.N.T.J、編曲：O.N.T.J）
  - Sound Produced by ホッピー神山
2. 少女はメッサーシュミットに乗って
  - Sound Produced by ホッピー神山
3. 君は千手観音
  - （作詞：みうらじゅん、作曲：鈴木研一 / 和嶋慎治、編曲：人間椅子）
  - Sound Produced by みうらじゅん
  - 1992年7月31日、デーモン小暮がMCを務める日本テレビの番組「ロック鳴缶II」にて初めて披露された。この時は、大槻・人間椅子・みうらじゅんというそれぞれに親交の深いメンバーによるコラボバンド「大日本仏像連合」（通称：大仏連）として発表された楽曲だった。この時の楽曲がはじめて音源化されたのが当アルバムである。
4. ワインライダー・フォーエバー
  - （作詞：大槻ケンヂ、作曲：本城聡章、編曲：面影観光）
  - Sound Produced by Sinner-Yang（from 面影ラッキーホール）
  - 「蔦からまるQの惑星」に、筋肉少女帯によるセルフカバーバージョンが収録されている。
5. 横隔膜節
  - （作詞：長谷川裕倫、作曲：長谷川裕倫、編曲：あぶらだこ）
  - Sound Produced by あぶらだこ
6. Guru
  - （作詞：大槻ケンヂ、作曲：大槻ケンヂ、編曲：三柴理）
  - Sound Produced by 三柴理
  - 「対自核-自己カヴァー」に、大槻ケンヂ名義のセルフカバーバージョンが収録されている。
  - 筋肉少女帯のアルバム「新人」では、『Guru 最終形』としてリメイクされた。